# Mariano Crociata

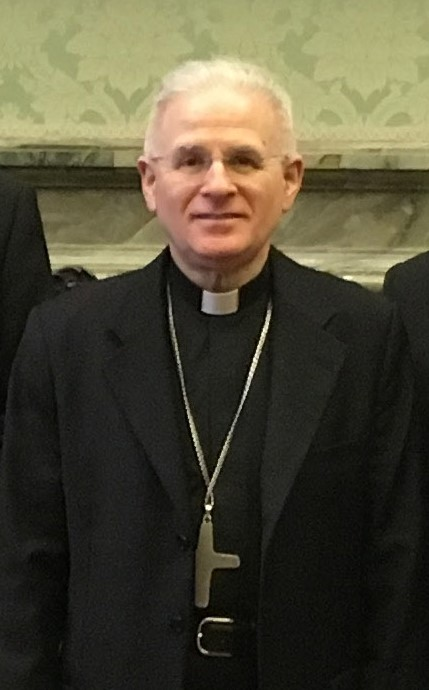
Bischof Mariano Crociata (2018)

Mariano Crociata (* 16. März 1953 in Castelvetrano, Provinz Trapani, Italien) ist ein italienischer Geistlicher und römisch-katholischer Bischof von Latina-Terracina-Sezze-Priverno.

## Leben

Bischofswappen von Bischof Mariano Crociata

Mariano Crociata studierte am Bischöflichen Seminar von Mazara del Vallo. An der Päpstlichen Universität Gregoriana in Rom wurde er mit einer Arbeit über den italienischen Gelehrten und Bischof Agostino Steuco (1496/97–1548) in Katholischer Theologie promoviert. Die Priesterweihe empfing Mariano Crociata am 29. Juni 1979. Von 1985 bis 1989 war er Pfarrer in Marinella di Selinunte, von 1989 bis 2003 Erzpriester der Chiesa Madre von Marsala. Ab 2003 war er Generalvikar des Bistums Mazara del Vallo. Zudem unterrichtete er in Mazara del Vallo und in Palermo Fundamentaltheologie und Religionswissenschaft und gilt als Islamkenner. Seit 2003 war er als Generalvikar im Bistum Mazara del Vallo für operative Aspekte der Diözesanleitung verantwortlich.
Am 16. Juli 2007 wurde Mariano Crociata durch Papst Benedikt XVI. zum Bischof von Noto ernannt. Die Bischofsweihe am 6. Oktober 2007 in der Kathedrale von Noto spendete ihm der Erzbischof von Palermo, Paolo Romeo; Mitkonsekratoren waren Erzbischof Nikola Eterović, Generalsekretär der Bischofssynode, und Domenico Mogavero, Bischof von Mazara del Vallo. In der Sizilianischen Bischofskonferenz war Mariano Crociata Delegierter für Glaubenslehre und Katechese. Am 25. September 2008 ernannte ihn Papst Benedikt XVI. zum Generalsekretär der Italienischen Bischofskonferenz, woraufhin Mariano Crociata als Bischof von Noto zurücktrat.
Papst Franziskus ernannte ihn am 19. November 2013 zum Bischof von Latina-Terracina-Sezze-Priverno. Die Amtseinführung erfolgte am 15. Dezember desselben Jahres. Im März 2015 wurde Crociata zum Präsidenten der Kommission für das katholische Bildungswesen in der Italienischen Bischofskonferenz gewählt.
Im März 2023 wurde Crociata als Nachfolger von Kardinal Jean-Claude Hollerich zum Präsidenten der Kommission der Bischofskonferenzen der Europäischen Gemeinschaft (COMECE) gewählt.